# Ivan Krapić
Ivan Krapić (Rijeka, 14 de fevereiro de 1989) é um jogador de polo aquático croata, medalhista olímpico.

## Carreira

### Rio 2016
Krapić integrou a equipe medalha de prata nos Jogos do Rio de Janeiro.